# Taraxacum ischnolepis
Taraxacum ischnolepis — вид квіткових рослин з родини айстрових (Asteraceae). Вид зростає в Європі: Австрія, Польща; це багаторічна рослина помірних біомів.